# 三田郵便局
三田郵便局（さんだゆうびんきょく）は、兵庫県三田市にある郵便局。民営化前の分類では集配普通郵便局であった。

## 概要
住所：〒669-1399 兵庫県三田市天神1-5-20

### 分室
分室はなし。過去に存在した分室は以下のとおり。
- 上野分室 - 1961年（昭和36年）に廃止。代替として三田上野郵便局が設置された。
- 湯山分室 - 1952年（昭和27年）に廃止。

## 沿革
- 1872年1月14日（明治4年12月5日） - 三田郵便取扱所として開設[1]。
- 1875年（明治8年）1月1日 - 三田郵便局（五等）となる。
- 1885年（明治18年）5月1日 - 貯金取扱を開始。
- 1891年（明治24年）12月1日 - 三田郵便電信局となる。
- 1903年（明治36年）4月1日 - 通信官署官制の施行に伴い三田郵便局となる。
- 1949年（昭和24年）3月1日 - 特定郵便局から普通郵便局に局種別改定[2]。
- 1949年（昭和24年）5月30日 - 有馬郡三田町三田字湯山町に湯山分室を設置。
- 1952年（昭和27年）12月15日 - 湯山分室を廃止。
- 1954年（昭和29年）4月1日 - 有馬郡三輪町上野に上野分室を設置。
- 1956年（昭和31年）10月5日 - 上野分室において、電話通話および和文電報受付事務の取扱を開始。
- 1956年（昭和31年）12月1日 - 電話通話および和文電報受付事務の取扱を開始。
- 1961年（昭和36年）10月16日 - 上野分室を廃止。代替として同日、三田上野郵便局が設置された。
- 1979年（昭和54年）7月23日 - 三田市灰又から同市西平田に移転。
- 1989年（平成元年）3月20日 -  広野郵便局（〒669-15→〒669-13→〒669-1316）から集配業務を移管。
- 1991年（平成3年）3月15日 -  相野郵便局（〒669-16→〒669-13→〒669-1345）から集配業務を移管。
- 1997年（平成9年）6月30日 - 木器郵便局（〒669-14→〒669-1412）から集配業務を移管。
- 1998年（平成10年）9月1日 - 外国通貨の両替および旅行小切手の売買に関する業務取扱を開始。
- 2007年（平成19年）10月1日 - 民営化に伴い、併設された郵便事業三田支店に一部業務を移管。
- 2012年（平成24年）10月1日 - 日本郵便株式会社発足に伴い、郵便事業三田支店を三田郵便局に統合。

## 取扱内容
- 郵便、印紙、ゆうパック、内容証明
- 貯金、為替、振替、振込、国際送金、外貨両替・トラベラーズチェック、国債、投資信託
- 生命保険、バイク自賠責保険、自動車保険、がん保険、引受条件緩和型医療保険
- 地方公共団体事務（兵庫県住宅再建共済基金利用申込取次事務）
- ゆうちょ銀行ATM
- 三田市内全域（〒669-13xx、〒669-14xx、〒669-15xxの区域）の集配業務
- ゆうゆう窓口

## 周辺
- 三田市総合文化センター（郷の音ホール）
- 三田警察署
- 兵庫県立有馬高等学校

## アクセス
- JR福知山線（JR宝塚線）、神戸電鉄三田線 三田駅から徒歩約15分
- 神姫バス 三田大橋停留所、もしくは三田庁舎前停留所下車
- 中国自動車道 神戸三田ICから東へ約4km
- 駐車場あり：39台

## 同一表記の他の郵便局
長野県安曇野市に同一の「三田郵便局」表記の郵便局（局番号11260）が存在するが、読みは「みたゆうびんきょく」である。 